# مي هويلوند
مي هويلوند (بالدنماركية: Mie Højlund)‏ مواليد 24 أكتوبر 1997، هي لاعبة كرة يد دانمركية تلعب كوسط مدافع. مثلت منتخب الدنمارك لكرة اليد للسيدات.

## روابط خارجية
- مي هويلوند على موقع الاتحاد الأوروبي لكرة اليد (الإنجليزية)